# Brown FK
A barna FK (E154) (más néven Kipper Brown, Chocolate Brown FK, vagy C.I. Food Brown 1) egy mesterségesen előállított barna szinezőanyag-keverék, mely hozzáadott nátrium-kloridot nátrium-szulfátot tartalmazhat. Vízoldékony, etanolban mérsékelten oldódik. Az Európai Élelmiszerbiztonsági Hatóság 2010-es újraértékelésében úgy látta, hogy ezt az élelmiszer-színezéket már nem használják. A rendelkezésre álló toxikológiai adatok hiányos volta miatt nem tudták megállapítani, hogy biztonságos-e az anyag, ezért ezt az adalékot nem vették fel az uniós jegyzékbe.
CAS-száma: 8062-14-4
A keverék tartalmazhat:
- nátrium-[4-(2,4-diamino-fenil-azo)-benzol-szulfonát]
- nátrium-[4-(4,6-diamino-m-tolil-azo)-benzol-szulfonát]
- dinátrium-[4,4′-(4,6-diamino-1,3-fenilén-biszazo)-dibenzol-szulfonát]
- dinátrium-[4,4′-(2,4-diamino-1,3-fenilén-biszazo)-dibenzol-szulfonát)]
- dinátrium-[4,4′-(2,4-diamino-5-metil-1,3-fenilén-biszazo)-dibenzol-szulfonát]
- trinátrium-[4,4′,4″-(2,4-diaminobenzol-1,3,5-triszazo)-tribenzol-szulfonát)]

Füstölt makréla és egyéb füstölt halból készült ételek, valamint némely főttsonka tartalmazhatja. Hőkezelés közben színéből nem veszít.
A szalicil-érzékenyeknél allergiás reakciókat válthat ki, és az asztma tüneteit felerősítheti.  Az Európai Unióban tiltott élelmiszer adalékanyag, csakúgy mint Ausztráliában, Kanadában, USA-ban, Japánban, Svájcban, Új-Zélandon és Norvégiában.